# Alicja Szemplińska
Alicja Maria Szemplińska (Ciechanów, 29 de abril de 2002) es una cantante polaca. La artista es conocida por haber ganado los programas de talentos Hit, Hit, Hurra! (2016) y The Voice of Poland (2019). Luego, en 2020, ganó Szansa na sukces, la preselección polaca para Eurovisión.

## Biografía
De niña, Alicja asistió a la escuela Zygmunt Krasiński en Ciechanów. Además, participó en clases de canto en un centro comunitario local y cantó en el coro de una iglesia. También ha participado en varios concursos y festivales. Cabe destacar que a los 12 años se matriculó en clases profesionales de canto.
En 2016 participó en el programa de TVP2 Hit, Hit, Hurra!, donde llegó a la final en la que ganó, obteniendo el mayor apoyo de los espectadores. Como recompensa, recibió una invitación para participar en clases de canto con Seth Riggs, entrenador vocal de Michael Jackson.
En 2019, participó en las audiciones a ciegas para la décima edición del programa de TVP2 The Voice of Poland. Formando parte del equipo dirigido por Tomson y Baron, pasó con éxito todas las rondas de eliminación y llegó a la final, donde fue proclamada ganadora. Como recompensa, recibió un cheque de 50.000 euros y firmó un contrato discográfico con Universal Music Polska. Después de participar en el programa, lanzó su sencillo debut "Prawie my", cuyo videoclip superó en sus primeros 10 días el umbral de un millón de visitas en YouTube.
En enero de 2020, participó en el programa Szansa na Sukces, la preselección de Polonia para el Festival de Eurovisión. Después de cantar la versión de la canción "To nie ja!" de Edyta Górniak, se clasificó para la final del 23 de febrero, en la que fue elegida para representar a Polonia en el Festival de Eurovisión en 2020 con la canción "Empires". Sin embargo, el festival fue cancelado debido a la pandemia de COVID-19.

## Discografía

### Sencillos
| Año  | Título      | Mejores posiciones en las listas | Mejores posiciones en las listas | Álbum |
| Año  | Título      | POL (airplay)                    | POL (airplay nowości)            | Álbum |
| ---- | ----------- | -------------------------------- | -------------------------------- | ----- |
| 2019 | "Prawie my" | 48                               | 3                                | -     |
| 2020 | "Empires"   | -                                | -                                | -     |

## Videoclips
| Año  | Título      | Dirección         | Referencia |
| ---- | ----------- | ----------------- | ---------- |
| 2019 | "Prawie my" | Sebastian Wełdycz | [ 11 ]     |